# 구본제
구본제(具本悌, 1957년 11월 5일 ~ , 경기 용인)는 대한민국의 공무원이다.

## 학력
- 서울대학교 독어독문학과 학사
- 울런공 대학교 대학원 과학기술정책학 석사

## 경력
- 제22회 행정고시
- 1990년 : 과학기술처 인력계획담당관
- 1991년 : 과학기술처 기술협력1과장
- 1992년 : 과학기술처 기술협력총괄과장
- 1995년 : 과학기술처 법무당당관
- 1995년 : 과학기술처 기술협력2과장
- 1996년 : 과학기술처 공보담당관
- 1997년 : 과학기술처 총무과장
- 1999년 : 과학기술부 과학기술협력국 기술협력총괄과장
- 2000년 : 과학기술부 정책총괄과장
- 2001년 : 과학기술부 원자력안전심의관
- 2002년 : 기상청 기획국장
- 2002년 : 과학기술부 과학기술협력국장
- 2004년 : 과학기술부 기초과학인력국장
- 2004년 : 과학기술부 기초연구국장
- 2005년 : 국가과학기술자문회의 사무처장
- 2005년 : 기상청 차장

## 수상
- 과학기술부장관 표창
- 국가정보원장 표창

## 참고
| 전임 (초대) | 초대 기상청 차장 2005년 7월 1일 ~ 2007년 8월 30일 | 후임 정순갑 |